# Tirolensien
Unter Tirolensien (sprich Tirolénsiën, seltener Tirolensia, von lateinisch tirolensia = „Dinge aus Tirol“) versteht man Literatur, die sich mit Tirol befasst, aus Tirol stammt, und Belletristik von Tiroler Autoren. Mit Tirol ist hier die mitteleuropäische Region in den Grenzen der Grafschaft Tirol vor 1918 gemeint. Einige Verlage führen Tirolensien als eigenständige Rubrik. Die größte Sammlung von Tirolensien befindet sich an der Universitäts- und Landesbibliothek Tirol in Innsbruck mit ca. 160.000 Bänden; auch die Bibliothek des Tiroler Landesmuseums Ferdinandeum in Innsbruck besitzt reichhaltige Tirolensien-Bestände. In Südtirol befindet sich die größte Sammlung dieser Art in der Landesbibliothek „Dr. Friedrich Teßmann“ in Bozen. Die wichtigste Forschungsstelle zur Tiroler Literatur ist das Forschungsinstitut Brenner-Archiv an der Universität Innsbruck.

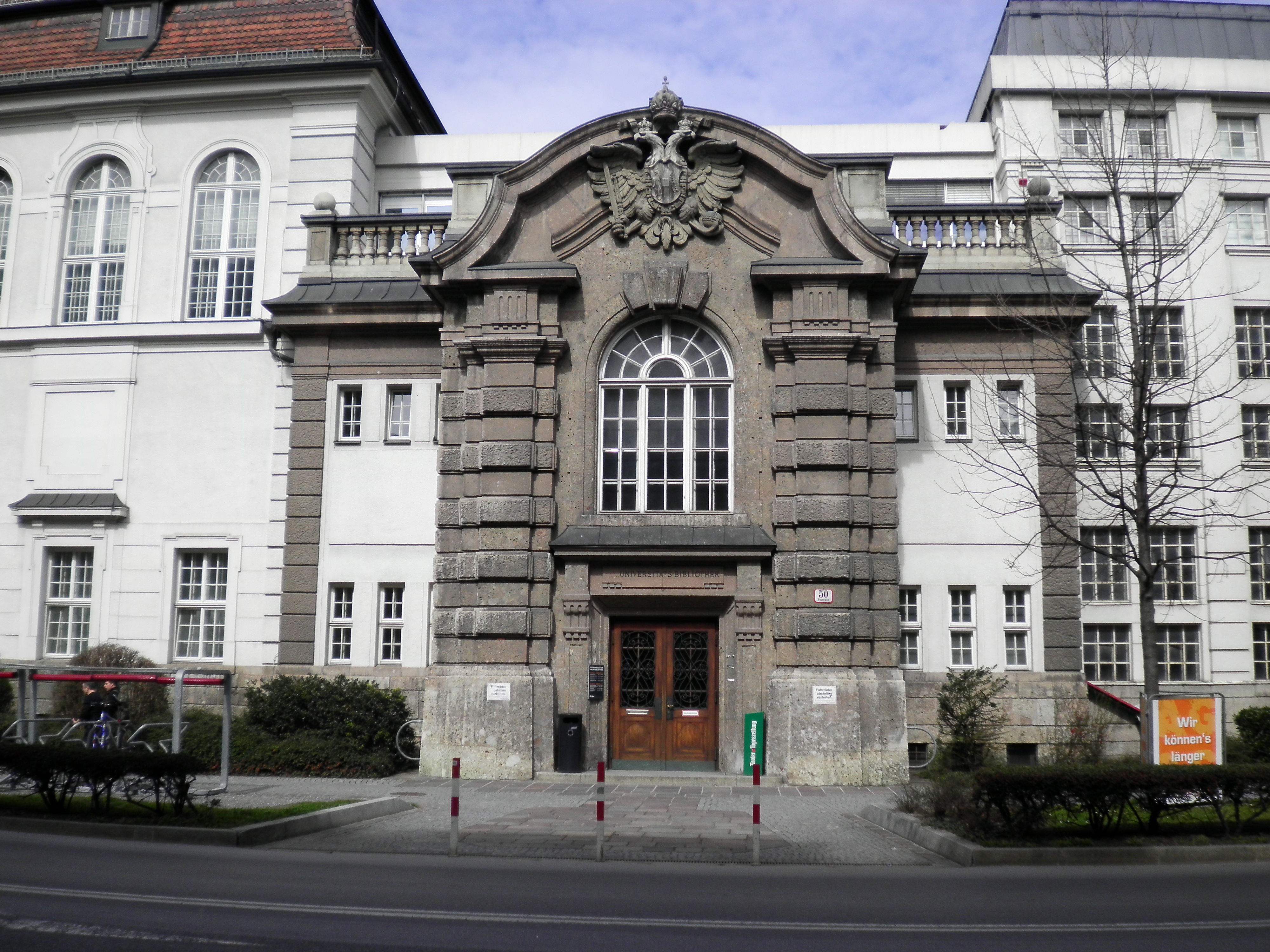
ULB Tirol

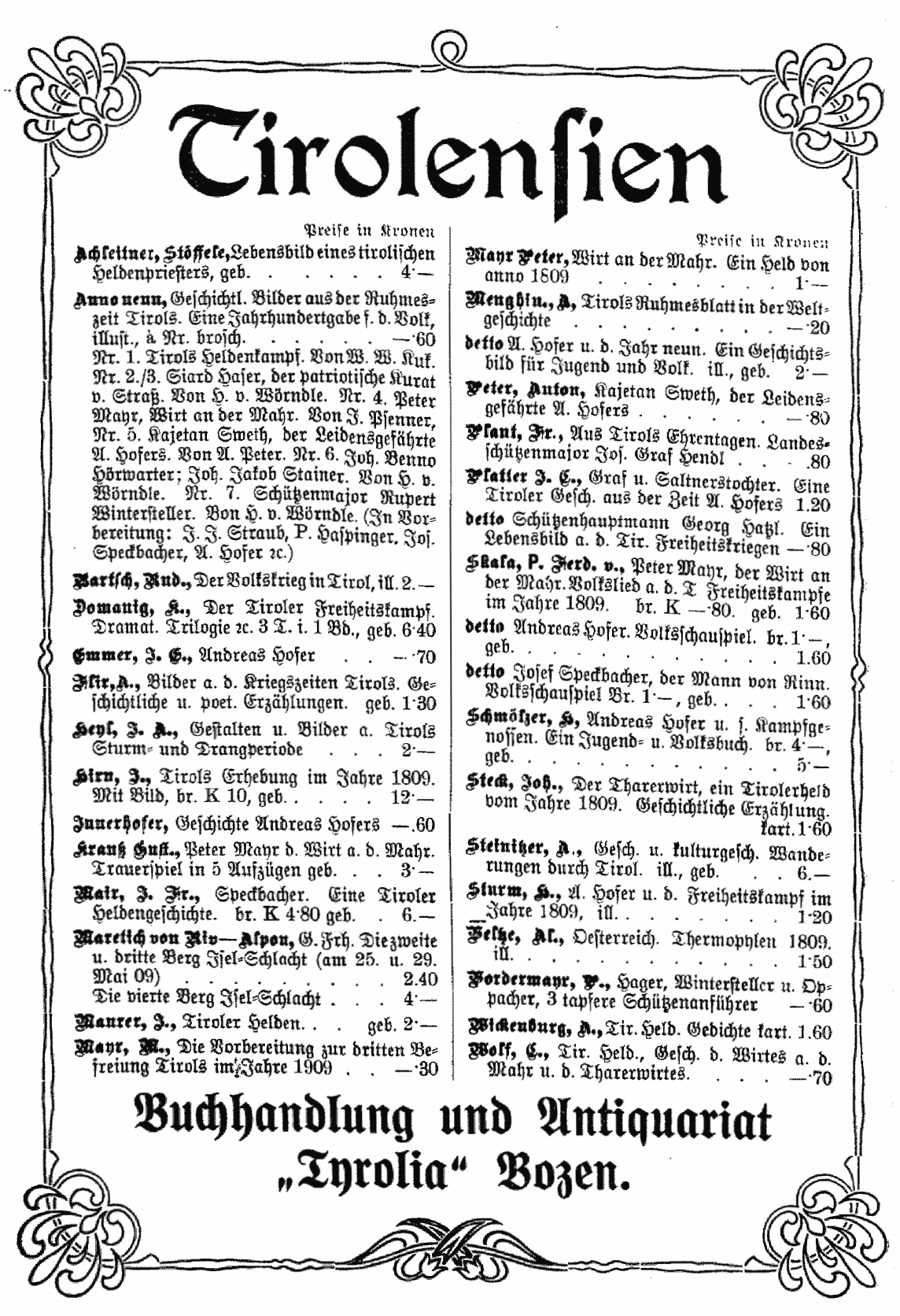
Liste von Tirolensien aus dem Adress-Buch der Stadt Bozen und der Marktgemeinde Gries 8, 1910, S. 86

## Kategorien
- Formale Tirolensien: Literatur, die in Tirol hergestellt bzw. verlegt wird, ansonsten jedoch keinerlei Tirol-Bezug aufweist (zum Beispiel ein Bildband über Nepal, herausgegeben von einem Tiroler Verlag, Diplomarbeiten, Dissertationen). Diese müssen laut Mediengesetz bzw. als Hochschulschriften an die Bibliothek abgegeben werden und spiegeln damit die literarische und wissenschaftliche Tätigkeit des Landes wider.
- Inhaltliche Tirolensien: Literatur, die einen inhaltlichen Tirol-Bezug aufweist (zum Beispiel ein Bildband über die Stubaier Alpen) unabhängig vom Erscheinungsort/-land bzw. Sprache.
- Belletristik von Tiroler Autorinnen und Autoren: dabei handelt es sich um belletristische Werke, die von Tirolern oder Wahltirolern verfasst wurden (zum Beispiel ein Roman von Norbert Gstrein).

## Autoren mit Neuerscheinungen seit 2005
Die Tiroler Literatur wird als gut im Gemeinwesen verankert eingeschätzt und von den Regionalregierungen in Nord-, Süd- und Osttirol aufmerksam gefördert. Verankerung und Dynamik der Literaturszene spiegeln sich dabei nicht zuletzt im regionalen Verlagswesen wider. Ab den späten 1980er-Jahren konnten sich neben den traditionellen Tiroler Verlagen Tyrolia und Athesia auch neue innovative Verlage wie Edition Raetia, Folio Verlag und StudienVerlag langfristig etablieren. Die Autorinnen und Autoren bemühen sich generell, in international tätigen Verlagen unterzukommen, wiewohl mit Alphabeta (Meran, Bozen), Skarabäus, Kyrene Verlag (Innsbruck, Wien), Limbus Verlag (Innsbruck) und Haymon Verlag (Innsbruck, Wien) auch vor Ort tätige Verlage angesiedelt sind. 

### Nordtirol
Stefan Abermann, Barbara Aschenwald, Hans Aschenwald, Hans Augustin, Barbara Balldini, Christoph W. Bauer, Uli Brée, Elmar Drexel, Wolfgang Eder, Rita Egger, Albert Ennemoser, Joe Fischler, Hubert Flattinger, Silvia Flür-Vonstadl, Friederike Gösweiner, Gerald Grassl, Sabine Groschup, Norbert Gstrein, Georg Haderer, Elisabeth R. Hager, Bertram Haid, Arno Heinz, Heinz D. Heisl, Regina Hilber,  Hannes Hofinger, Lina Hofstädter, Stefanie Holzer, Johann Holzner, Alois Hotschnig, C.H. Huber, Barbara Hundegger, Brigitte Jaufenthaler, Sepp Kahn, Konstantin Kaiser, Bernhard Kathan, Toni Kleinlercher, Walter Klier, Reinhard Kocznar, Markus Köhle, Martin Kolozs, Markus Koschuh, Christian Kössler, Petra Maria Kraxner, Margit Kröll, Erich Ledersberger, Otto Licha, Winfried Werner Linde, Clemens Lindner, Markus Lindner, Günther Loewit, Ruth Lotter, Ingrid Mascher, Lisa Mayer, Jeannine Meighörner, Felix Mitterer, Gert Müller, Martin Mumelter, Güni Noggler, Peter Oberdorfer, Georg Payr, Hans Platzgumer, Egon A. Prantl, Wolfgang K. H. Praxmarer, Robert Prosser, Irene Prugger, Annemarie Regensburger, Julia Rhomberg, Klaus Rinner, Klaus Rohrmoser, Michael Sallinger, Adele Sansone, Thomas Schafferer, Sigurd Paul Scheichl, Elias Schneitter, Helmuth Schönauer, Alois Schöpf, Luise Maria Schöpf, Raoul Schrott, Bernd Schuchter, Carolina Schutti, Stefan Soder, Michael Stark, Ingrid Strobl, Daniel Suckert, Judith W. Taschler, Peter Teyml, Victor Tiefenbrunner, Boško Tomašević, Norbert Tomasi, H. W. Valerian, Dietmar Wachter, Daniel Weissenbach, Brigitte Weninger, Turi Werkner

### Südtirol
Rut Bernardi, Toni Bernhart, Gotthard Bonell, Maria Elisabeth Brunner, Paolo Crazy Carnevale, David Casagranda, Roberta Dapunt, Oswald Egger,
Helene Flöss, Peter Giacomuzzi, Sabine Gruber, Bertrand Huber, Marianne Ilmer Ebnicher, Elfriede Kehrer, Bruno Klammer, Brigitte Knapp, Astrid Kofler, Lenz Koppelstätter, Ulrich Ladurner, Kurt Lanthaler, Sepp Mall, Selma Mahlknecht, Waltraud Mittich, Horst Moser, Wolfgang Nöckler, Peter Oberdörfer, Josef Oberhollenzer, Margareth Obexer, Sandro Ottoni, Lissy Pernthaler, Hans Perting, Christoph Pichler, Martin Pichler, Anne Marie Pircher, Konrad Rabensteiner, Carlo Romeo, Anna Rottensteiner, Benedikt Sauer, Matthias Schönweger, Renate Scrinzi, Ivo Rossi Sief, Anna Stecher, Luis Stefan Stecher, Marie Tappeiner, Maria Thaler, Rosmarie Thüminger, Birgit Unterholzner, Paolo Valente, Erika Wimmer, Hermann Winkler, Ada Zapperi Zucker, Jörg Zemmler, Joseph Zoderer

### Osttirol
Bernhard Aichner, Eckehard W. Bichler, Oswald Blassnig, Andrea Drumbl, Dietmar Eder, Harald Gsaller, Gerard Kanduth, Mathias Klammer, Uwe Ladstädter, Angela Lehner, Martin Mandler, Andreas Pargger, Gertraud Patterer, Josef Pedarnig, Angelika Rainer, Peter Raneburger, Christina Repolust, Hans Salcher, Anton Thuswaldner

## Verstorbene Autoren mit Neuauflagen
Gerold Foidl, Heinz Gappmayr, Claus Gatterer, Otto Grünmandl, Hans Haid, Gerhard Jäger, Norbert C. Kaser, Gerhard Kofler, Anita Pichler, Herbert Rosendorfer, Helmut Schinagl, Dietmar Schönherr, Franz Tumler, Christoph Zanon